# 塔比特韋亞島

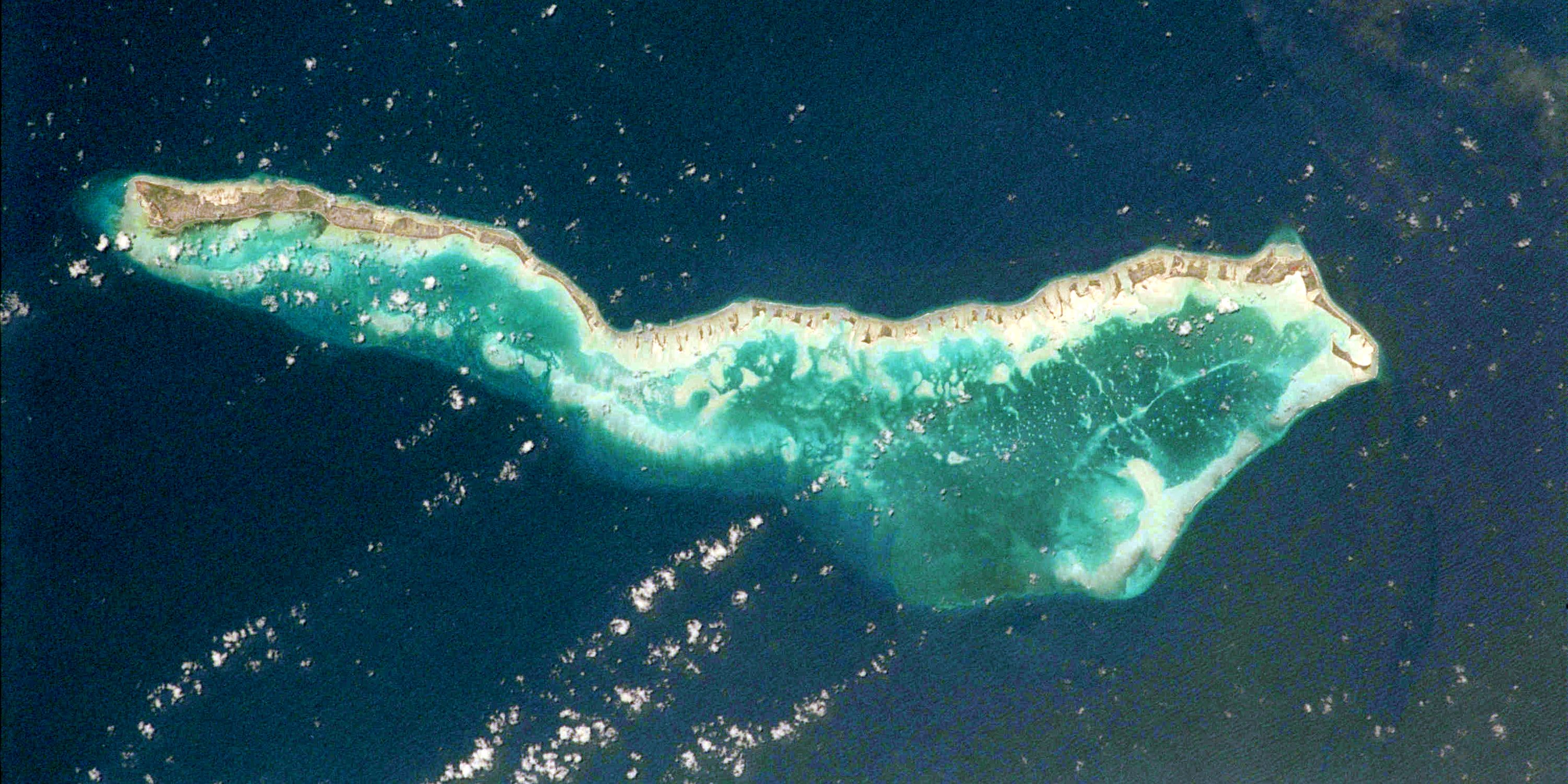
衛星圖像

塔比特韋亞島（Tabiteuea）是吉里巴斯吉爾伯特群島的一個環礁，位於塔拉瓦環礁以南，塔比特韋亞島是吉爾伯特群島中除塔拉瓦島外更大、人口最多的環礁。該環礁由位於北邊的一個主島以及沿環礁東緣位於其間的幾個小島組成。塔比特韋亞島的總陸地面積為38平方公里（15平方英里），而潟湖面積為365平方公里（141平方英里）。人口數量2015年為5261人。島民有在潟湖和開闊海域捕魚的習慣。
塔比特韋亞島與主要的塔拉瓦環礁一樣，分為兩部分：
北塔比特韋亞總面積為26平方公里（10平方英里），人口為3955（2015年），分佈在12個村莊（首府烏蒂羅亞）。
南塔比特韋亞總面積為12平方公里（4.6平方英里），人口1306，分佈在6個村莊（首府布阿里基）。